# Chirodropus gorilla
Chirodropus gorilla Haeckel, 1880 è una specie africana di cnidari cubozoi della famiglia Chirodropidae, caratterizzata da numerosi tentacoli che nascono da appendici alla base della campana e dalle sue dimensioni relativamente grandi.

## Descrizione
Ernst Haeckel ha descritto la specie, rilevando come caratteristiche principale la presenza di rigonfiamenti a grappolo sui bordi delle quattro gonadi attaccate all'alto della cavità interna e i quattro sacchetti gastrici (diverticula) lunghi ed affusolati, con lunghi filamenti.  Le facelle nelle sacche gastriche sono a forma di V, con numerosi cirri.
Le dimensioni della campana sono di circa 120 mm, con un apice appiattito. L'esombrella è spessa e di consistenza rigida, mentre la parte inferiore è più sottile, con 16 strutture come bargigli connesse al velarium come una ragnatela. Da parte sua, il velarium è abbastanza ampio (misura circa 1/6 della lunghezza totale dell'ombrella) con numerosi canali per quadrante, i quali si presentano tortuosi, con delle diramazioni con corti rami laterali.
I ropali, gli organi sensoriali delle meduse, sono piazzati circa ad 1/4 dell'altezza dell'esombrella, I quattro pedalia, le strutture muscolose alla base dell'ombrella dalle quali dipartono diversi tentacoli, possiedono fra 9 e 12 tentacoli. Come gli altri chirodropidi, la C. gorilla si distingue infatti dagli altri cubozoi per la presenza di numerosi tentacoli per pedalium.

## Distribuzione
Le meduse C. gorilla senti sulle coste atlantiche dell'Africa equatoriale (Gabon), anche se negli ultimi anni si moltiplicano gli avvistamenti più a sud, nella regione di Lüderitz in Namibia.